# 月輪大橋
月輪大橋（つきのわおおはし）は、福島県耶麻郡猪苗代町にある道路橋である。本稿では、本橋を含む金曲バイパス開通以前の国道49号が経由していた橋である小金橋についても述べる。

## 概要
- 全長：193.5m
  - 主径間：39.7m
- 幅員：9.5（13.0）m
- 形式：5径間鋼連続鈑桁橋
- 竣工：2004年
- 施工：日本車輌製造[1]

猪苗代町東部にて一級河川阿賀川水系長瀬川に架かり、国道49号を通す。猪苗代拡幅の一環で建設された金曲バイパスの主構造物の一つであり、東詰は猪苗代町金田、西詰は猪苗代町中小松に位置する。建設当初は長瀬川橋の名称が用いられていたが、付近の横断地下歩道名とともに一般公募され月輪大橋の名称が選定された。2005年11月13日の金曲バイパスの開通プレイベントでは命名者が町長とともに銘板を設置した。また、本橋付近に郡山国道事務所のライブカメラが存在し、路面状況などを確認できる。

## 小金橋
- 全長：147.6m
  - 主径間：24.0m
- 幅員：7.0m
- 形式：6径間鋼単純死活荷重合成鈑桁橋
- 開通：1956年10月[4]

金曲バイパス開通以前に国道49号が長瀬川を渡河していた旧道橋であり、現在は猪苗代町道金曲小平潟線を通す。同じく東詰は猪苗代町金田、西詰は猪苗代町中小松に位置し、月輪大橋の上流よりに架かっている。北緯37度31分11.4秒 東経140度7分46.4秒 / 北緯37.519833度 東経140.129556度。本橋梁の名称については、金田地区（左岸）、小平潟地区（右岸）を結ぶことに由来するとされる。

## 沿革
- ～明治時代初期 - 橋梁がなかったため、渡し船が利用されていた[5]
- 1956年 - 小金橋開通
- 2005年11月21日 - 金曲バイパス開通により月輪大橋が供用

## 周辺
- JR磐越西線関都駅
- 天神浜